# 部落史を歩く
「部落史を歩く」（ぶらくしをあるく）は、大阪府の人権・同和教育副読本『にんげん』に収録されている大阪教育大学の中尾健次教授による文章。
この「部落史を歩く」という文章が収められている版は、出版後すぐに訂正が出された。理由は、2002年の春に各学校へ配布予定であったが府議会の議論が紛糾し、配布が2003年にずれ込むこむことになり、一部の記事が古くなってしまったためである。
その記事は1935年に建設されたある地域のムラ風呂についてのものであり、その中に「現在も地域の公衆浴場として使われています」という記述があった。しかし、その風呂は2003年の初頭に解体され、2001年に書かれたその原稿は事実とは異なるものになってしまった。
そこで編集委員会の判断で「近年まで地域の公衆浴場として使われていました」と修正され、さらに、『にんげん』の配布時期とムラ風呂の解体が時期的に重なっていたため、いったん配布された『にんげん』を回収し、新しい版で配布しなおすこととなった。
中尾は「部落史は事実を正確に伝えることから」『じんけん こころとこころ・ひととひとをつなぐ情報誌』で批判の対象になった経緯について述べている。

## 脚註
1. ↑  2007年6月号、No.314, 2007年6月15日発行、（財）滋賀県人権センター